# Volta-tó

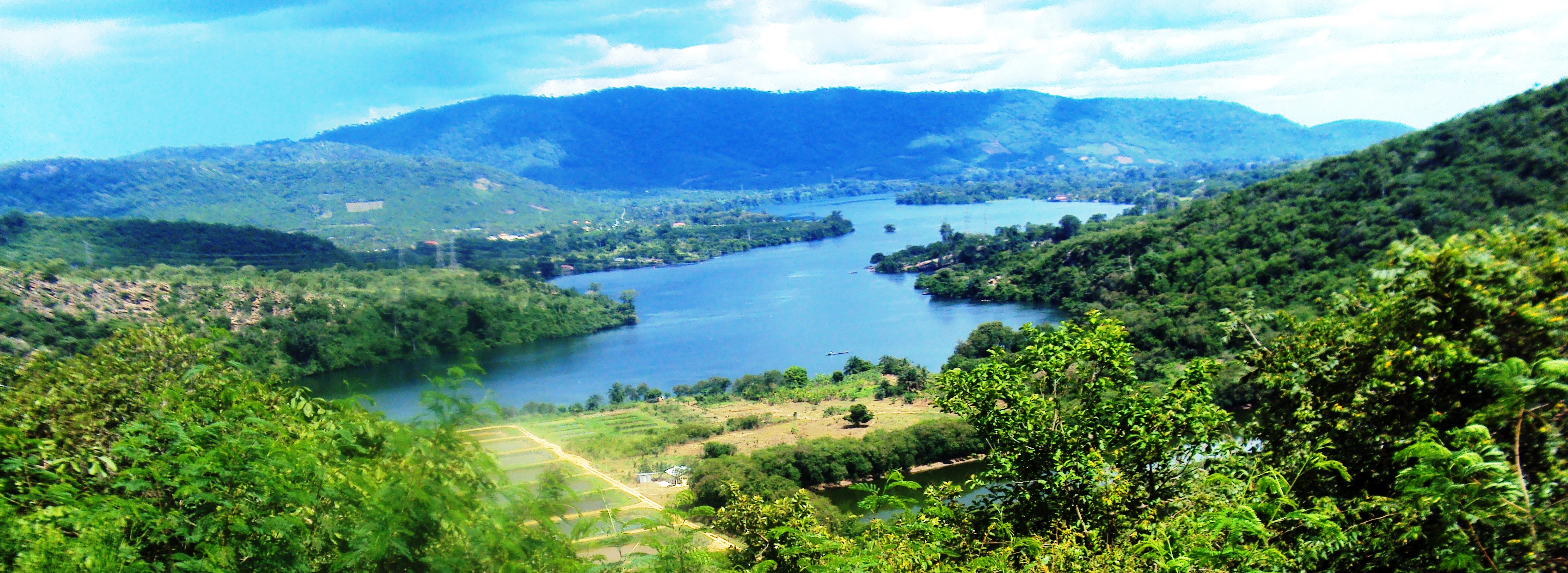
Látképe

A Volta-tó 8502 km² területű mesterséges tó, amivel Ghána legnagyobb tava. Duzzasztógátja 1965-ben készült el, s ekkor jött létre a világ második legtöbb vizet (mintegy 148 km³) tároló mesterséges tava.